# Caged in Paradiso
Caged in Paradiso è un film statunitense del 1989 diretto da Mike Snyder.